# ニンジンサラダ

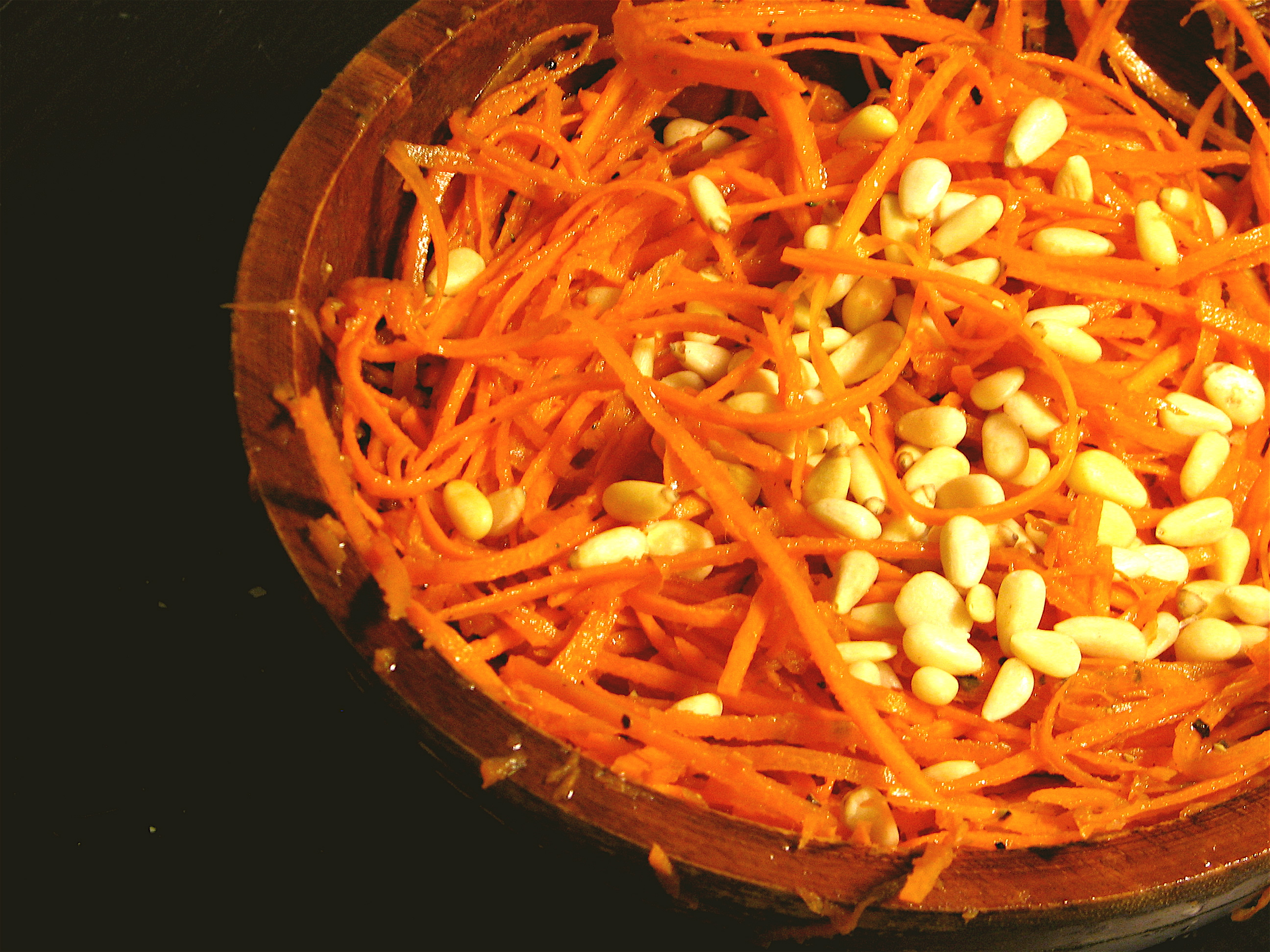
ニンジンサラダ

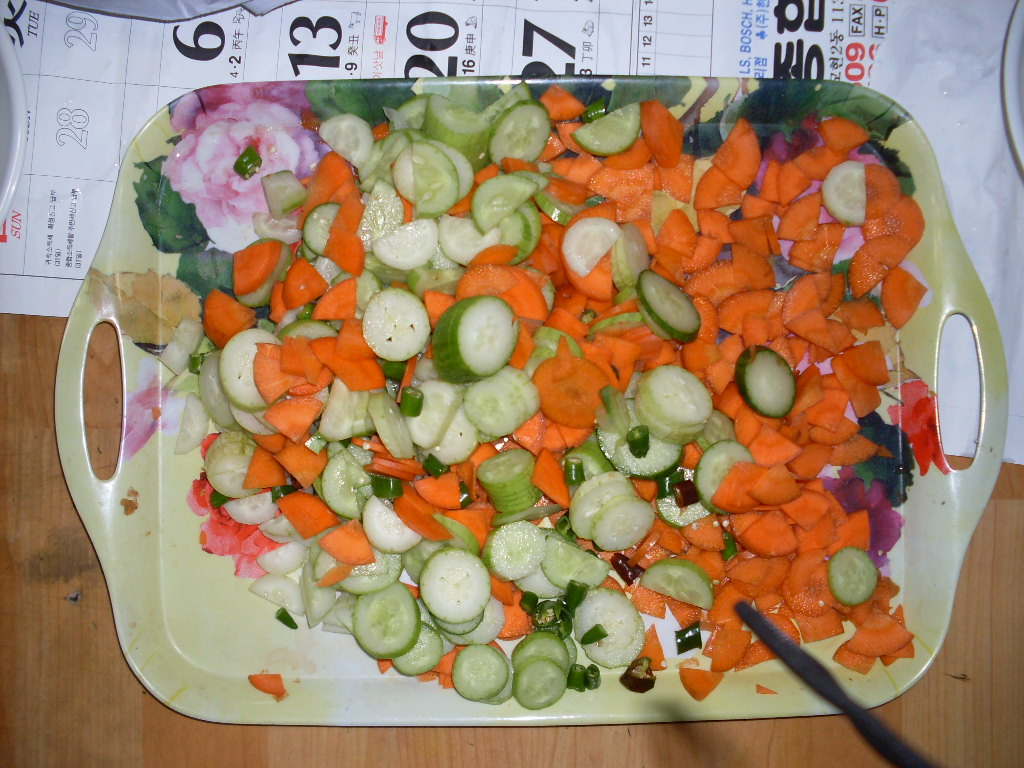
きゅうりとニンジンのサラダ

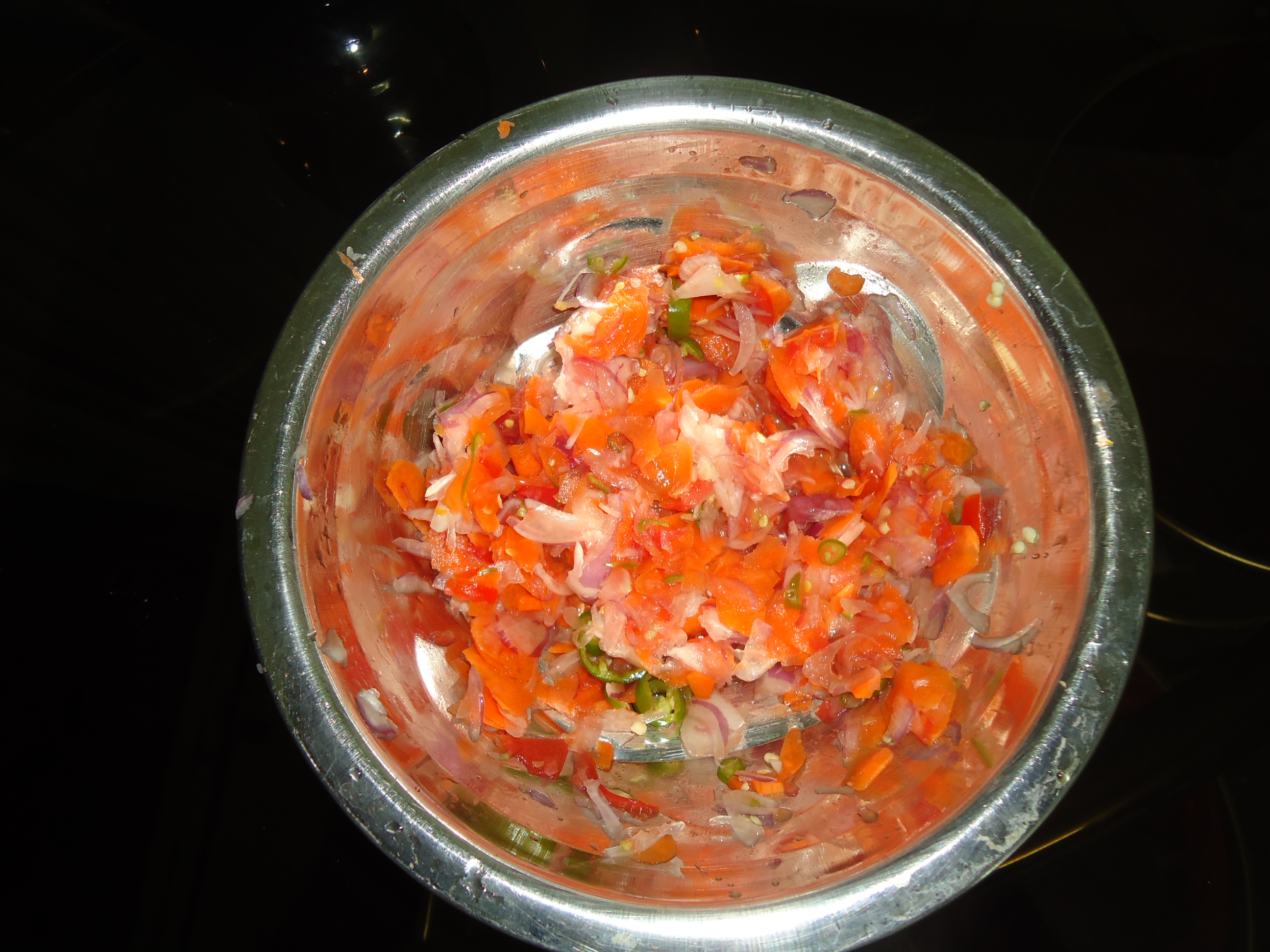
ニンジンと玉ねぎのサラダ

ニンジンサラダとは、ニンジンを用いたサラダである。ニンジンサラダの調理法は地域差が大きいが、しばしば細かく刻んだニンジンが使われる。ニンジンの千切りサラダは、他の料理の付け合わせとしてよく使われる。

## 国別
キャロットレーズンサラダは、アメリカ南部における伝統的な料理である。グレイテッドサラダはレーズンやマヨネーズ、グラニュー糖、塩、黒胡椒を混ぜて作られる。 

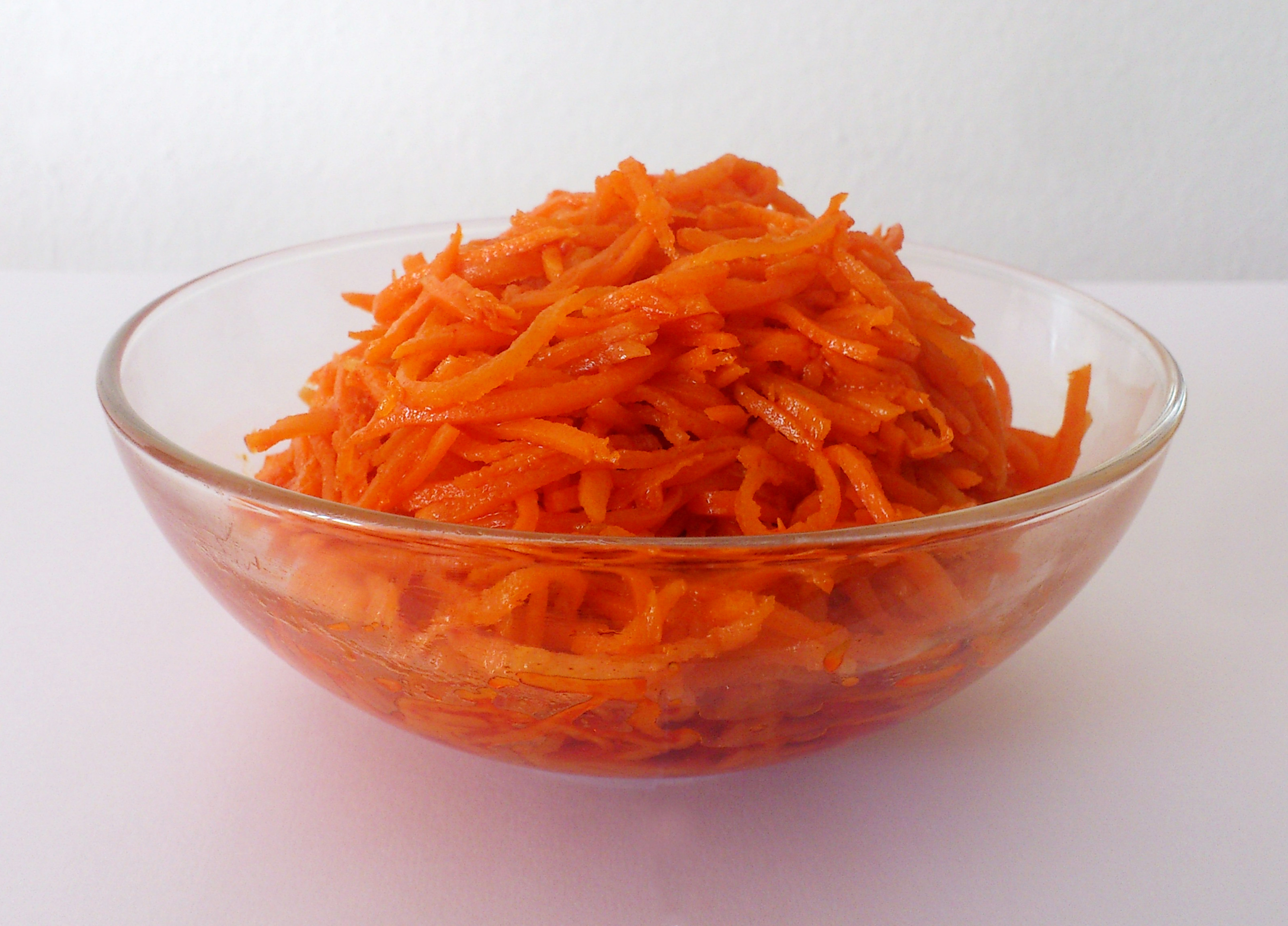
高麗人料理のマルコフチャ

ソビエト連邦の政策で中央アジアに移住した朝鮮人である高麗人は、旧ソ連領全体でマルコフチャとして知られている辛味のあるニンジンの漬物のサラダを普及させた。  韓国では最近まで知られていなかったとされるが、 CIS全域の多くのカフェテリアやスーパーマーケットで販売されている。
インドでは、ニンジンサラダは、すりおろしたニンジンをマスタードシードとししとうと油で調理することによって作られることが多い。
ブルガリア料理では、伝統的にニンジンとキャベツのサラダが作られる。
ブラジル料理では、シュハスコが提供される時には、マヨネーズや生タマネギ、グリーンピース、スイートコーン、場合によってはハヤトウリを材料として作ったポテトサラダやニンジンサラダが出されることがしばしばある。
中東におけるニンジンサラダは、ニンジンにパセリとレモン果汁を混ぜて食べられることが一般的である。
ホウリアは、チュニジア料理の一種で、火が通され、そしてしばしばマッシュポテト状にされることもあるニンジンサラダである。
モロッコでは、ニンジンサラダは、火を通したニンジンをレモン果汁とクミン、時にはハーブとニンニクを混ぜ合わせて作られる。
ロシアでは、ドネルケバブの肉の付け合わせとしてニンジンサラダを用いられることがしばしばある。
SurówkazMarchewkiは、ポーランド料理のニンジンサラダで、ニンジン、グラニースミス、レモン果汁、ひまわり油または植物油、塩、砂糖を材料として作られる。
マチェドニアは、北アフリカやケベック州、なかでもケベック・シティーで食される、ニンジンなどの野菜とマヨネーズを和えたサラダである。
フランスのキャロットラペは、全粒マスタードとすりおろしたニンジンを材料とするサラダである。